# خیزش ۲۰۱۹ ونزوئلا
خیزش ۲۰۱۹ ونزوئلا (انگلیسی: 2019 Venezuela uprising) در ۳۰ آوریل بحران ریاست‌جمهوری ونزوئلا ۲۰۱۹ تحت رهبری خوان گوایدو به قیام ونزوئلا که به «عملیات آزادی» موسوم است علیه نیکلاس مادورو منجر شد. در ۳۰ آوریل قیامی با سرنوشتی نامعلوم آغاز گردید. خبرگزاری رویترز در بعد از ظهر ۳۰ آوریل «صلح ناپایدار» را اعلام کرد، با این حال، گوایدو از هوادارانش و نیروهای مسلح کشور خواست تا روز بعد به خیابان‌ها بیایند.

## وقایع

### آزادی لوپز و فراخوان برای قیام

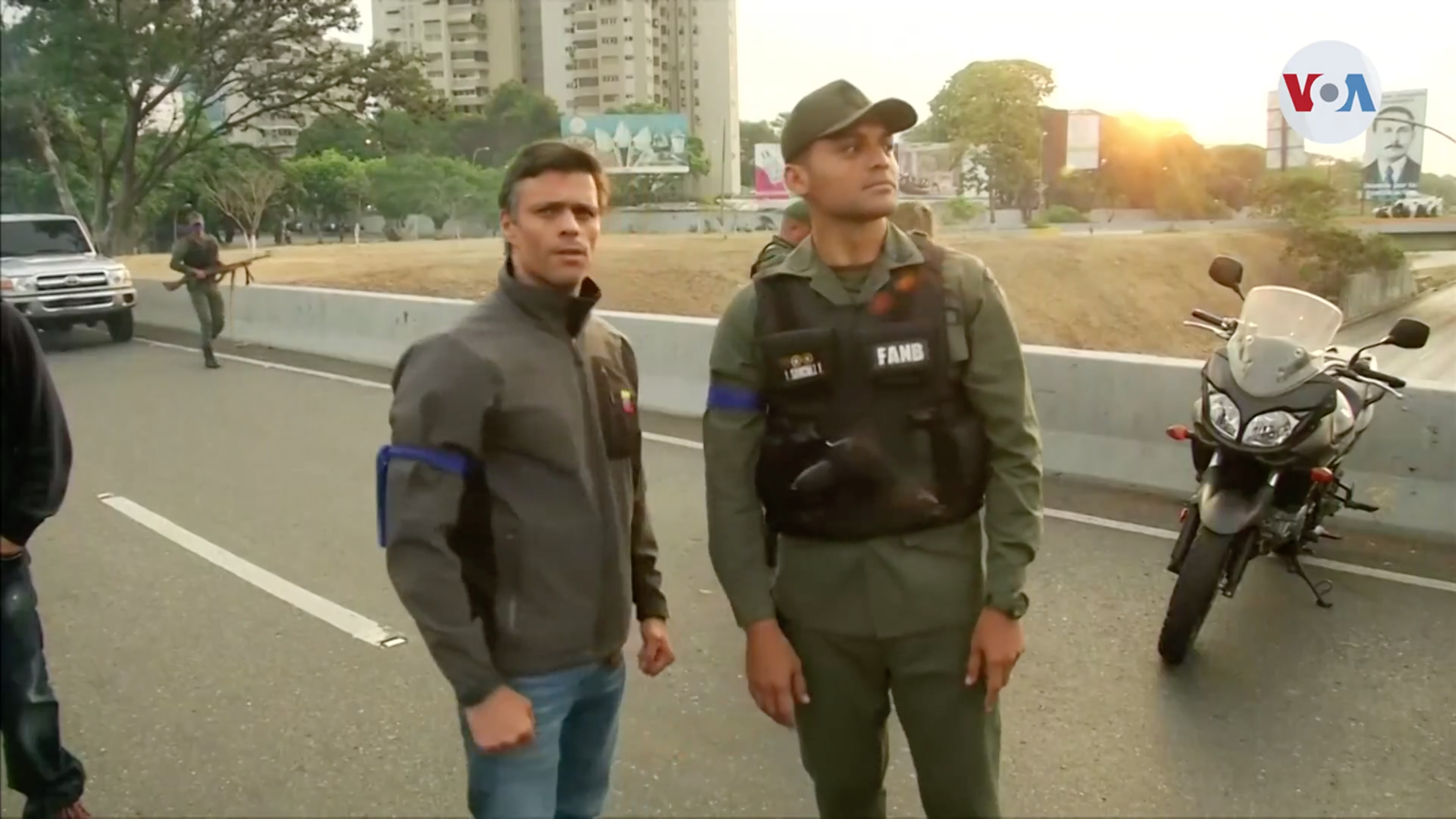
لئوپولدو لوپز بعد از آزادی در کنار یک سرباز حامی گوایدو

لئوپولدو لوپز مرشد و آموزگار گوایدو و از «برجسته‌ترین مخالفین» ونزوئلا است که از سال ۲۰۱۴ تحت بازداشت خانگی به سر می‌برد. در ۳۰ آوریل، همراه با گوایدو حضور علنی پیدا کرد. خبرگزاری آسوشیتدپرس گزارش کرد که وی به دستور گوایدو توسط نیروهای امنیتی از بازداشت خانگی رها شده‌است.
در ۳۰ آوریل ۲۰۱۹، کمی قبل‌تر از ساعت ۵ صبح، خودروهای بزرگ حامل نیروهای مسلح نظامی ارتش ونزوئلا بزرگراه فرانسیسکو فاخاردو را مسدود کردند. حوالی ساعت ۵:۵۰ صبح تصویر ویدیویی خوان گوایدو که در کنارش لئوپولدو لوپز و دو نفر از اعضای نیروهای مسلح ونزوئلا ایستاده بودند بر روی یک پریسکوپ در نزدیکی پایگاه نیروی هوایی لا کارلوتا در کاراکاس پخش شد. رهبر مخالف لئوپولدو لوپز که در حصر خانگی به سر می‌برد طی سخنانی اظهار داشت که توسط نیروهای وفادار به گوایدو آزاد شده‌است. در این سخنرانی، گوایدو گفت که این مرحله نهایی عملیات آزادی ونزوئلا است. گوایدو در پایگاه «کارلوتا» از سایر نیروهای نظامی و مردم کشورش خواست به تلاش نهایی سرنگونی حکومت مادورو بپیوندند و «کار را تمام کنند.»
لئوپولدو لوپز به همراه همسرش لیلیان تینتری و دخترشان صبح روز بعد به سفارت اسپانیا در کاراکاس پناه بردند.

## درگیری‌ها

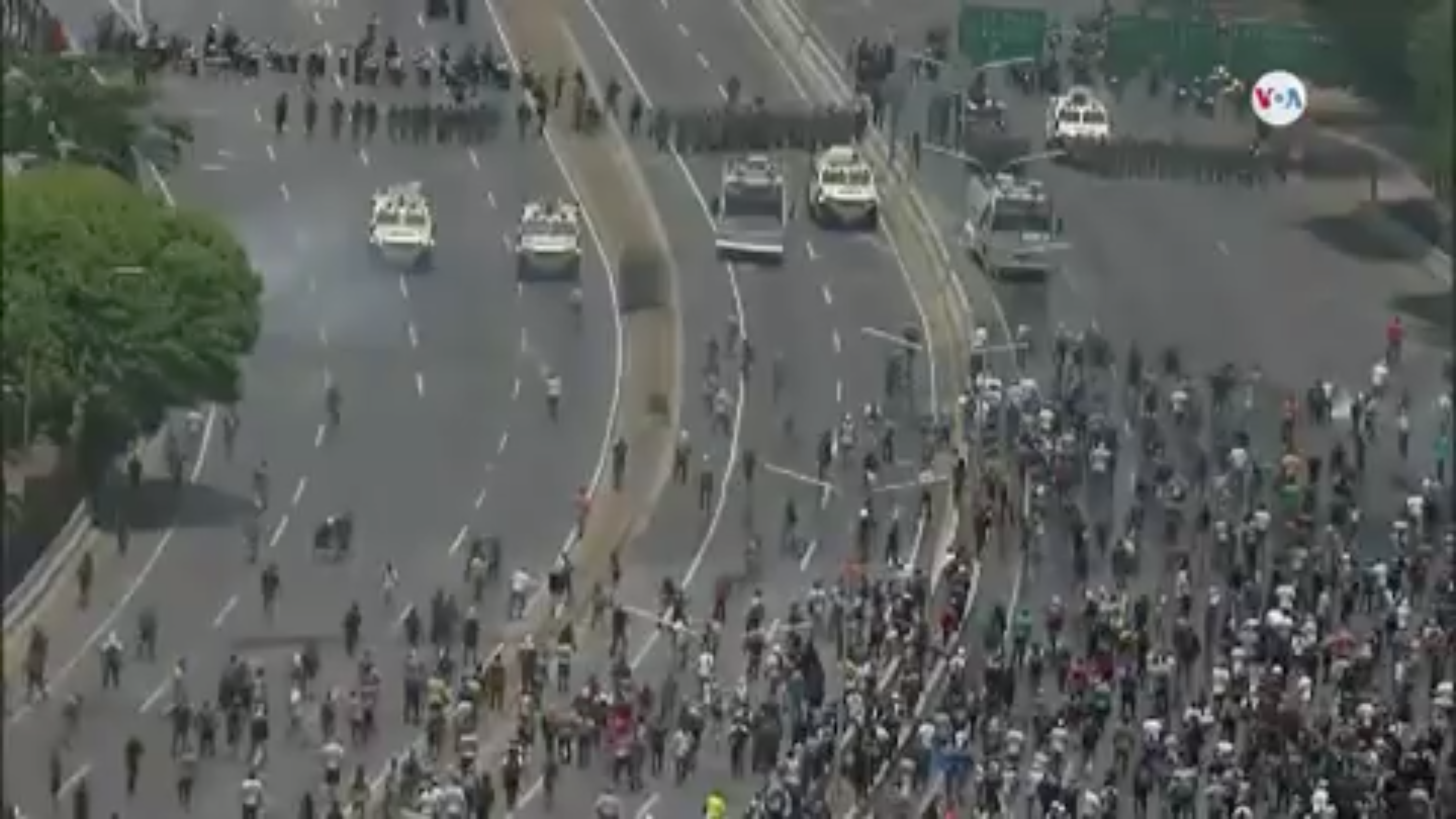
درگیری بین نیروهای حامی گوایدو و مقامات و نیروهای حامی مادورو

در ساعت ۶:۳۰ صبح، وزیر اطلاعات خورخه رودریگز اعلام کرد که دولت مادورو شروع به پراکنده کردن نیروهای وفادار به گوایدو کرده‌است. در عین حال، با سنگربندی دسترسی به کاخ میرا فلورس، را بستند و نیروهای وفادار به مادورو در آنجا گرد آمدند. نیروهای نظامی وفادار به گوایدو لباس یونیفورم آبی پوشیده بودند.
در ساعت ۶:۴۴ صبح، سربازان از داخل پایگاه نیروی هوایی لا کارلوتا به طرف نیروهای هوادار گوایدو در اطراف این پایگاه گاز اشک‌آور شلیک کردند. دیوستا دوکابلو رئیس دپارتمان حزب سوسیالیست ونزوئلا، از حامیان مادورو خواست تا حول کاخ میرافلوروس به دفاع از مادورو برخیزند.
حوالی ساعت ۸ صبح، گوایدو محل سخنرانی‌اش در نزدیکی لا کارلوتارا ترک کرد و موج تظاهراتی به سمت غرب کاراکاس شد. والنتین سانتانا، رهبر پیدریتا، در ساعت ۸:۳۰ صبح اظهار داشت که «زمان دفاع از انقلاب با سلاح است» و به حامیان مادورو فراخوان داد. تقریباً در ساعت ۸:۳۹ صبح، موتورسواران حامی مادورو در ورودی لا کارلوتا بسوی تظاهرکنندگان آتش گشودند
تا آن‌ها را متفرق کنند، حوالی ساعت ۹:۱۵ فعالیت مترو کاراکاس به دلایل امنیتی متوقف شد.
معترضان حامی گوایدو در تلاش بودند تا ساعت ۹:۱۰ وارد دروازه اصلی لاکارلوتا شوند. اما هنگامی که ساعت ۹:۱۵ صبح مترو از حرکت بازایستاد، در ساعت ۹:۴۳ نیروهای هوادار مادورو معترضان را از دروازه لا کارلوتا به عقب راندند.
در ساعت ۱۱ صبح، دادستان کل مادورو تارک ویلیام ساب در تلویزیون دولتی ظاهر شد و اظهار داشت که گوایدو و حامیان وی با «عواقب بعدی» مواجه خواهند شد. یک سرباز حامی مادورو در ۱۱:۰۸ براثر شلیک گلوله‌ای از ناحیه گردن مصدوم شد. در ساعت ۱۱:۱۲ صبح، معترضانی که نزدیک لا کارلوتا بودند با گشوده شدن آتش توسط نیروهای مادورو در ابعاد گسترده متفرق شدند و دقایقی بعد تعداد زیادی زخمی بر زمین بر جای ماند. در ساعت ۱۱:۴۲ زرهی‌های متعلق به وفاداران مادورو تهاجم خود به معترضان را شروع کردند و برخی از معترضان را زیر گرفته مصدوم کردند.
خوان گوایدو پس از ایراد سخنرانی در ظهر، تظاهر کنندگان را به سمت غرب هدایت کرد اما راهپیمایی حامیان گوایدو پس از اینکه از طرف ساختمان حمل و نقل به سوی تظاهرکنندگان شلیک شد در ساعت ۱:۴۱ بعد از ظهر در چاکائو متوقف شد، دقایقی بعد در ساعت ۱:۵۵ بعد از ظهر، نیروهای پلیس با نیروهای رزمی به مقابله پرداختند. بدنبال پراکندگی راهپیمایی گوایدو درگیری‌های دیگری در طول روز اتفاق نیفتاد.

## خشونت
ولادیمیر پادرینو، وزیر دفاع مادورو، اظهار داشت که دولت در صورت لزوم به منظور جلوگیری از کودتا اقدام به استفاده از سلاح خواهد کرد.

## رویگردانی ارتش و دخالت خارجی

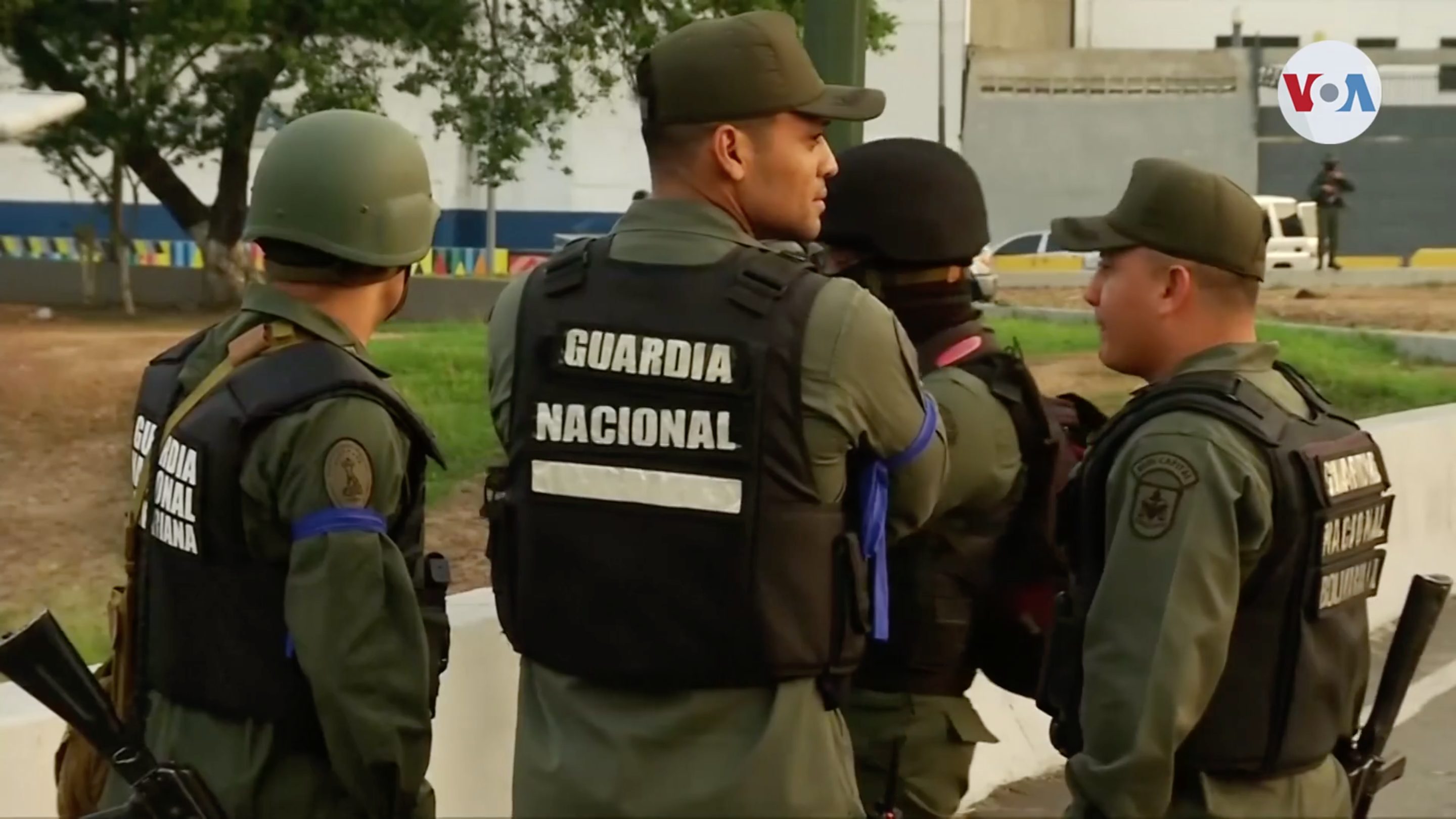
جداشدگان نیروهای گاردملی که به حمایت از گوایدو برخاسته‌اند یونیفرم آبی پوشید بودند

ده‌ها تن از نیروهای گارد ملی ونزوئلا از گوایدو حمایت کرده‌اند.
بنابه گفته صدای آمریکا، کارشناسان ایالات متحده معتقدند که گوایدو هنوز راه طولانی‌ای برای جلب حمایت نیروهای مسلح در پیش دارد و بنا به تشریح شورای آتلانتیک کنده شدن نیروهای گارد ملی قابل توجه است اما کافی نیست.
جان بولتون، مشاور امنیت ملی (آمریکا)، در یک کنفرانس مطبوعاتی اظهار داشت که ولادیمیر پادرینو وزیر دفاع، مایکل مورنو رئیس دیوان عالی کشور، و رئیس اداره گارد ریاست جمهوری مادورو، ایوان هرناندز دالا، از این قیام آگاه بودند و طی سه ماه گذشته در زمینه انتقال صلح آمیز با مخالفین صحبت کرده، و با رفتن مادرو موافقت کرده بودند.

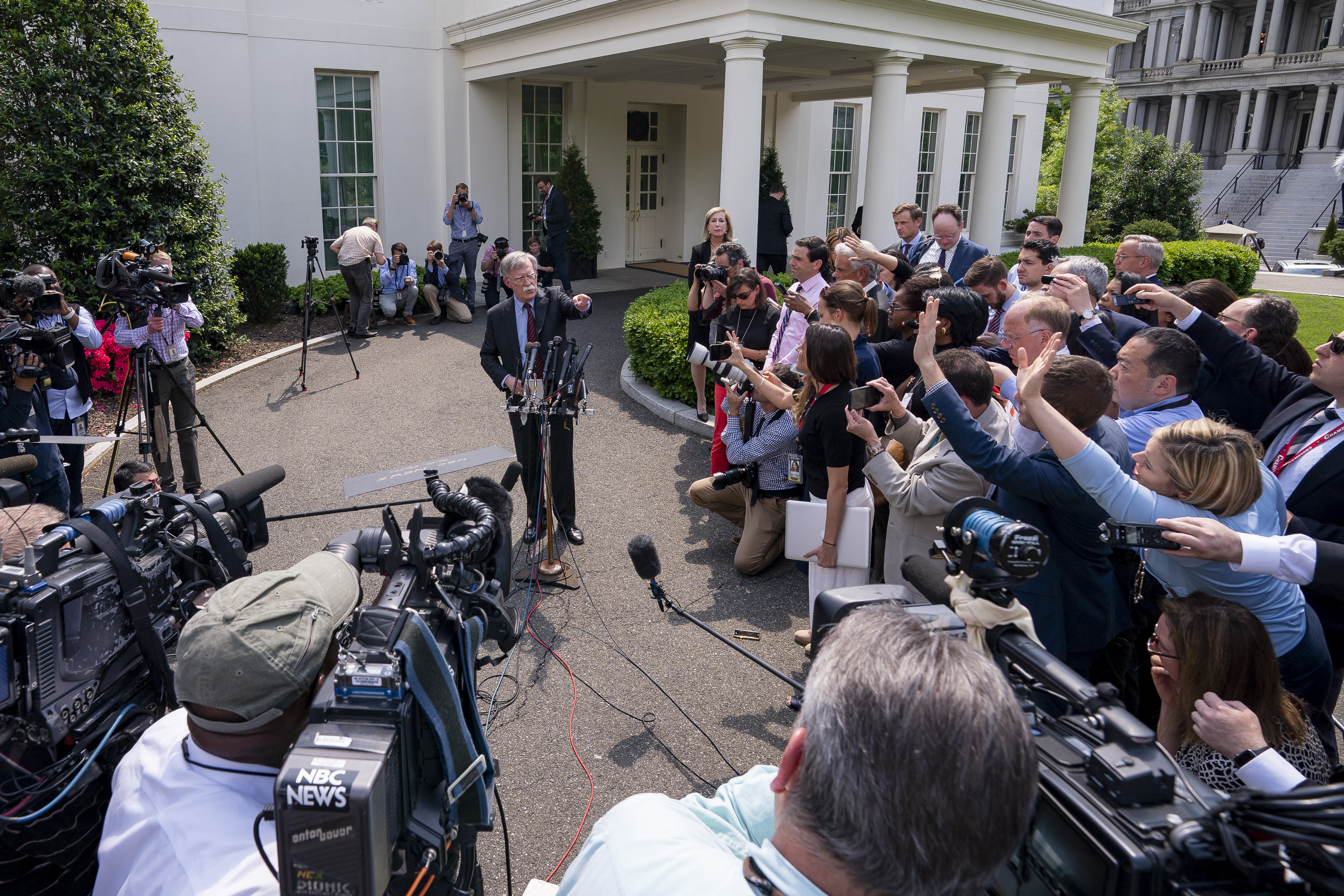
جان بولتون مشاور امنیت ملی (آمریکا) در یک کنفرانس مطبوعاتی در ۳۰ آوریل در جلوی کاخ سفید

بولتون نیز اظهار داشت که کوبا و روسیه احتمالاً در روز قیام در حمایت از مادورو به او کمک کردند و رئیس‌جمهور ایالات متحده، دونالد ترامپ، تهدید کرد که «بالاترین سطح» تحریم‌ها را علیه کوبا به خاطر نقشی که در این قیام ایفا کرد اعمال خواهد نمود. نیویورک تایمز نوشت که بولتون «گفت مقامات مهم در دولت مادورو در ارتباط با مخالفان بوده‌اند و به انتقال قدرت از مادورو به گوایدو متعهد شده بودند» با این وجود هم مورنو و پادرینو در حمایت از مادرو سخن گفته‌اند.
مایک پمپئو، وزیر امور خارجه ایالات متحده، اظهار داشت که روسیه برنامه‌های مخفیانه‌ای که برای خروج مادورو از ونزوئلا را در نظر داشت، متوقف کرد؛ پومپئو گفت مادورو هواپیمای خود را به قصد رفتن به کوبا آماده کرده بود، اما روسیه او را متقاعد به ماندن کرد.
مادورو و روسیه انکار کردند که مادورو قصد داشته از ونزوئلا بیرون برود. وزارت خارجه روسیه اظهار داشت که واشینگتن تلاش خود را برای از بین بردن ارتش ونزوئلا انجام داد و اکنون به عنوان بخشی از جنگ اطلاعاتی به جعل خبر می‌پردازد.
در تاریخ ۱ می، پومپئو اعلام کرد: «عملیات نظامی امکان‌پذیر است. اگر این، آن چیزی است که به آن نیاز است، ایالات متحده آن را انجام خواهد داد.»
جان بولتون اظهار داشت حدود ۲۵ هزار نیروی نظامی کوبا در ونزوئلا هستند. وی با اشاره به ادعاها در مورد بروز کودتا در ونزوئلا گفت: «آن کودتایی که نگرانش هستیم ممکن است با رخنه دادن هزاران نیروی نظامی کوبایی در ونزوئلا روی داده باشد. به نظر من اگر کوبایی‌ها امروز ونزوئلا را ترک کنند، مادورو تا قبل از نیمه شب سقوط می‌کند.»
پمپئو در مصاحبه با شبکه خبری ان‌بی‌سی گفت ایالات متحده مصمم است که همه گزینه‌ها برای احیای مجدد دمکراسی در ونزوئلا را روی میز نگه دارد. وی گفت شما همچنین می‌بینید که خوان گوایدو در خیابان‌ها است و ما آقای مادورو را از امروز صبح ندیدیم. ما هواپیمای وی را دیدیم که در فرودگاه پارک شده بود. ما مطلعیم که وی عملاً آماده می‌شد و در نظر داشت که کشور را ترک کند و روس‌ها به وی گفتند که بماند و راهی هاوانا نشود.

## سانسور
بنا بر اطلاع سانسور و کنترل رسانه در طول بحران ریاست جمهوری ونزوئلا بلافاصله پس از اعلام قیام صورت گرفت، نت بلاکس گزارش کرد که چندین رسانه اجتماعی و وب سایت‌های خبری توسط خدمات دهنده‌های اینترنت CANTV دولتی فیلتر و سانسور شدند. سیگنال‌های بی‌بی‌سی و سی ان ان باتوسل به زور آفلاین شدند و رادیو محلی و رادیو سراسری کاراکاس به وسیله مقامات اداره مخابرات از کار افتاد.

## روز شمار وقایع
- ۳۰ آوریل ۲۰۱۹: خبرگزاری رویترز: تظاهرات ضد دولتی در ونزوئلا در حال افزایش است. خوان گوایدو خواهان قیام ارتش ونزوئلا شد.[۲۶]
- ۳۰ آوریل ۲۰۱۹: خوان گوایدو رهبر اپوزیسیون ونزوئلا خواستار یک کودتا برای برکناری نیکولاس مادورو شد، ده‌ها نفر از شهروندان مسلح در لباس نظامی، گوایدو را در تبادل آتش با سربازانی که در حمایت از برکناری مادورو در پایگاه هوایی لاکارلوتا عمل می‌کردند، همراهی می‌کردند.[۲۷]
- ۳۰ آوریل ۲۰۱۹: پلیس ونزوئلا اقدام به شلیک گاز اشک‌آور به‌طرف هواداران گوایدو در بیرون پایگاه هوایی لاکارلوتا در منطقه میدان آلتامیرای کارکاس پایتخت ونزوئلا کرد، به گفته شاهدان عینی، صدای شلیک گلوله در گردهمایی گوایدو در بیرون پایگاه هوایی در کاراکاس شنیده می‌شد.[۲۸][۲۹]
- ۱ مه۲۰۱۹: جان بولتون اظهار داشت که حدود ۲۵ هزار نفر از نیروی‌های نظامی کوبا در ونزوئلا حضور دارند. وی با اشاره به ادعاها در مورد بروز کودتا در ونزوئلا گفت: «به نظر من اگر کوبایی‌ها امروز ونزوئلا را ترک کنند، مادورو تا قبل از نیمه شب سقوط می‌کند.»[۲۲]
- ۳ مه ۲۰۱۹: آمریکا همچنان در حال بررسی گزینه‌های نظامی برای حمله به ونزوئلاست. وزیر دفاع موقت آمریکا گفت روسیه، چین، کوبا و ایران در امور داخلی ونزوئلا دخالت دارند.[۳۰]
- ۵ مه ۲۰۱۹: مایک پومپئو وزیر امور خارجه آمریکا از ایران، روسیه و کوبا خواست تا نیروهای خود را از ونزوئلا خارج کنند، وی گفت مستشاران نظامی ایران و کوبا به شبه نظامیان ونزوئلایی که مخالفان را سرکوب می‌کنند، کمک می‌رسانند و روسیه نیز مانع تحقق اهداف جنبش مردم سالاری ونزوئلا است، چین هم باید از سر راه این جنبش کنار برود.[۳۱][۳۲]
- هلیکوپتر ارتش ونزوئلا نزدیک کاراکاس سقوط کرد و ۷ نفر کشته شدند.[۳۳]
- ۷ مه ۲۰۱۹: معاون مایک پنس: ایران با دولت فاسد ونزوئلا کار کرده‌است و تا زمانی که مکان امنی برای نیروهای نیابتی خود به وجود بیاورد، به این کار ادامه می‌دهد. ماه گذشته، یک هیئت بلندپایه از وزارت خارجه ایران راه اندازی پرواز مستقیم بین کاراکاس و تهران توسط ماهان ایر را جشن گرفت. ماهان ایر یک خط هوایی است که متعلق به سپاه پاسداران است. ترامپ اخیراً این سازمان را در لیست سازمان‌های تروریستی قرار داده بود.[۳۴]
- ۸ مه ۲۰۱۹: پلیس اطلاعات ونزوئلا معاون رئیس مجلس ملی ادگار زامبرانو، اولین مقام ارشد اپوزیسیون را طی عملیاتی در کاراکاس بازداشت کرد.[۳۵]
- ۱۴ مه ۲۰۱۹: نیروهای امنیتی سرویس اطلاعاتی ونزوئلا درهمکاری با پلیس و نیروهای گارد ملی، چند ساختمان در منطقه نزدیک پارلمان را به محاصره خود درآورده و به نمایندگان پارلمان و روزنامه‌نگاران اجازه ورود به ساختمان ندادند.[۳۶]
- ۱۷ مه ۲۰۱۹: خوان گوایدو در یک گردهمایی سیاسی در کاراکاس گفت «بعضی نماینده‌ها در نروژ» در «تلاش برای میانجیگری» بر سر بحران سیاسی و اقتصادی در ونزوئلا هستند. این اولین تأیید رسمی حاکی از تلاش میان دو طرف پس از ماه‌ها جنگ قدرت است.[۳۷][۳۸] مقام‌های ونزوئلا می‌گویند، برای گفتگو به منظور رفع بن‌بست خورخه رودریگز وزیر اطلاعات، به نمایندگی از نیکلاس مادورو رئیس‌جمهوری ونزوئلا، و استالین گونزالس نماینده مجلس، در راس هیئت اپوزیسیون، در نروژ هستند.[۳۹]
- ۳ ژوئن ۲۰۱۹ وزارت خارجه کانادا گفت کانادا فعالیت‌های سفارت خود در ونزوئلا را به حالت تعلیق درمی‌آورد زیرا دیپلمات‌های آن دیگر نمی‌توانند ویزا دریافت کنند. کریستیا فریلند در بیانیه ای گفت مادورو گام‌هایی را برای محدود کردن توانمندی کارکرد سفارت‌های خارجی در ونزوئلا برداشته است. کانادا یکی از دوازده کشور در گروه کشورهای منطقه ای است که در کنار برزیل، آرژانتین و شیلی است که خوان گوایدو رهبر اپوزیسیون را به عنوان رهبر مشروع ونزوئلا به رسمیت می‌شناسد و خواستار استعفای مادورو است.[۴۰]
- ۷ ژوئن ۲۰۱۹: دو نهاد زیرمجموعه سازمان ملل متحد اعلام کردند شمار ونزوئلایی‌هایی که در پی بحران اقتصادی و سیاسی از کشور خود گریخته‌اند، به بیش از چهار میلیون نفر رسیده‌است.[۴۱]

## واکنش‌ها
برخی از رسانه‌های خبری (اگر چه برخی از آن‌ها بعداً پوشش خبری خود را اصلاح کردند)، اما متحدان مادورو و مقامات وفادار به مادورو این رویداد را تلاشی برای کودتا نامیدند. با این‌حال کشورهای دیگر اعلام کرده‌اند که این نه یک کودتا بلکه حوادثی است که در پروسه بحران قانون اساسی به‌وجود آمده‌است.

### در حمایت از گوایدو
- آرژانتین - پرزیدنت مائوریسیو ماکری، از ارتش خواست تا به «عملیات آزادی» ادامه دهد و گفت که زمان زمان مردم ونزوئلا است. وی افزود که ما از دموکراسی در ونزوئلا حمایت می‌کنیم. امیدواریم امروز روز تعیین‌کننده برای بازسازی دموکراسی در ونزوئلا باشد. آرزو داریم رنج ومحنت طولانی مدت مردم ونزوئلا به پایان برسد واز مردم ونزوئلا خواست تا هراسی به دل راه ندهند.[۴۷] وزارت امور خارجه آرژانتین اظهار داشت که "در این فضای آزادی که اکنون ونزوئلا را فرا گرفته، حمایت مردم آرژانتین را در به رسمیت شناختن رئیس‌جمهور موقت خوان گوایدو برای بازگرداندن دموکراسی درکشور برادر جمهوری ونزوئلاً اعلام می‌کنیم. آرژانتین بیانیه مشترکی را با گروه لیما به اشتراک گذاشت تا از خوان گوایدو حمایت کند و خواستار خروج مادورو از قدرت شد.[۴۸][۴۹][۵۰]
- استرالیا - وزیر خارجه ماریس پاین اعلام کرد: "استرالیا همچنان خواستار انتقال صلح آمیز و سریع به سوی دموکراسی در ونزوئلا است. ما گزارش‌های خشونت گرایی را محکوم می‌کنیم و از جلوگیری از آن حمایت می‌کنیم. ما از خوان گوایدو به عنوان رئیس جمهور موقت ونزوئلا که به موجب قانون اساسی این کشور تا زمان برگزاری انتخابات ریاست جمهوری در قدرت خواهد بود حمایت می‌کنیم. "[۵۱]
- برزیل - رئیس‌جمهور جیر بولسنارو در توییتر خود گفت: برزیل اوضاع ونزوئلا را از نزدیک دنبال کرده و بر حمایت خود از روند انتقال دموکراتیک در کشورهای همسایه‌اش تأکید می‌کند. ما از آزادی مردم و خوان گوایدو، رئیس‌جمهور ونزوئلا حمایت می‌کیم.[۵۲]
- کانادا - وزیر خارجه کریستیا فرلند وزیر امور خارجه کانادا در توییتر خود گفت: "باید امنیت خوان گوایدو و لئوپولدو لوپز را تضمین کرد. ونزوئلااز طرح صلح رئیس‌جمهور موقت خوان گوایدو حمایت کرده و نوشت که گوایدو باید در مقابل ارعاب هراسی به دل راه نداده، ایستادگی کند.[۵۳]
- جمهوری چک - توماس پاتریسک وزیر امور خارجه اظهار داشت: "من از ارتش ونزوئلا می‌خواهم که به شهروندان کشور خود گوش فرا دهند و در انتقال دموکراتیک از رئیس‌جمهور و رهبر مجلس ملی خوان گوایدو حمایت کنند.[۵۴]
- شیلی - رئیس‌جمهور سباستین پینیه‌را اظهار داشت: «من می‌خواهم حمایت جامع و غیرقابل انکار خود را از رئیس‌جمهور دموکراتیک خوان گوایدو برای برقراری دموکراسی تکرار کنم.»[۱۲]
- کلمبیا - رئیس‌جمهور ایوان دوکه اظهار داشت: «از ارتش ونزوئلا می‌خواهیم تا با نفی دیکتاتوری و حکومت غاصب مادورو در سمت درست تاریخ قرار گیرند.»[۱۲]
- کاستاریکا - در یک بیانیه مشترک گروه لیما، از خوان گوایدو حمایت کرد و خواستار کناره‌گیری مادورو شد.[۴۹]
- اکوادور - وزیر خارجه اکوادور خوزه والنسیا اظهار داشت: "دولت اکوادور، حمایت جدی خود را از رئیس جمهور خوان گوایدو که در دوران سخت در حال گذار در ونزوئلا قرار گرفته و ادامه می‌دهد اعلام می‌کنیم، ما خواستار انتقال صلح آمیز و بدون خونریزی هستیم. ما از تمام تلاش‌های بین‌المللی در این زمینه حمایت خواهیم کرد. "[۵۵]
- گواتمالا - در یک بیانیه مشترک گروه لیما، پشتیبانی از گوایدو را اعلام کرد و خواستار خروج مادورو شد.[۴۹]
- هندوراس - در یک بیانیه مشترک گروه لیما، پشتیبانی از گوایدو را اعلام کرد و خواستار خروج مادورو شد.[۴۹]
- پاناما - در یک بیانیه مشترک گروه لیما، پشتیبانی از گوایدو را اعلام کرد و خواستار خروج مادورو شد.[۴۹]
- پرو - در یک بیانیه مشترک گروه لیما، پشتیبانی از گوایدو را اعلام کرد و خواستار خروج مادورو شد.[۴۹]
- پاراگوئه - رئیس‌جمهور ماریو عبدال بنیتس اظهار داشت: "مردم شجاع ونزوئلا! زمان آزادی شما فرا رسیده‌است!"[۱۲]
- اسپانیا – ایزابل سللا، سخنگوی دولت اسپانیا، اظهار داشت: «ما عمیقاً خواهان آن هستیم که خونریزی وجود نداشته باشد. ما از رهبری قانونی خوان گوایدو و عبور از یک پروسه صلح آمیز و دموکراتیک در ونزوئلا حمایت می‌کنیم»".[۸]
- ایالات متحده آمریکا – مایک پومپئو، وزیر امور خارجه ایالات متحده آمریکا، اظهار داشت «دولت ایالات متحده به‌طور کامل از خواسته مردم ونزوئلا در تلاش برای برقراری دموکراسی و آزادی حمایت می‌کند»[۵۶]

### در حمایت از مادورو
- بولیوی - رئیس‌جمهور اوو مورالس "اقدامات کودتا در ونزوئلاً را محکوم کرد و از مادورو حمایت کرد.
- کوبا رئیس‌جمهور میگل دایاز-کانل اظهار داشت: ما این حرکت کودتا را که تلاش می‌کند کشور را با خشونت جایگزین کند، رد می‌کنیم. خائنانی که خود را در رأس این جنبش ویرانگر قرار داده‌اند، در خیابان و محیط عمومی نیروهای نظامی و پلیس با سلاح‌های جنگی استخدام کرده‌اند. شهر را در اضطراب و ترور فرو بردند.
- ایران - محمد جواد ظریف، وزیر امور خارجه، اظهار داشت: "ما خوشحالیم که مردم ونزوئلا کودتا را شکست دادند. همانطور که دولت‌ها پیشنهاد کرده‌اند، ما همچنان به گفتگو میان مردم ایمان داریم."
- روسیه - وزارت امور خارجه روسیه از مخالفان خواست تا از خشونت اجتناب کنند. بیانیه رسانه ای به این شرح است: "برای جلوگیری از ناآرامی و خونریزی مهم است. مشکلی که ونزوئلا با آن مواجه است باید از طریق یک پروسه مذاکره‌ای بدون پیش شرط حل شود."
- سوریه - وزارت امور خارجه سوریه "کودتای شکست خورده را به شدت با مشروعیت قانون اساسی محکوم می‌کند".
- ترکیه - رجب طیب اردوغان رئیس‌جمهور، اقدامات گوایدو را محکوم کرد و گفت: «کسانی که تلاش دارند تا ونزوئلا را به عنوان وکیل مدافع مستعمرات پست مدرن تعیین کنند، جایی که رئیس‌جمهور از طریق انتخابات منصوب می‌شود و مردم آن را حمایت می‌کنند، باید بدانند که تنها انتخابات دموکراتیک می‌تواند تعیین کند چگونه یک کشور اداره شود.»